# Чита дела Пиеве
Чита̀ дела Пиѐве (на италиански: Città della Pieve) е град и община в Централна Италия.

## География
Чита дела Пиеве е в провинция Перуджа на област (регион) Умбрия. Разположен е на 500 m надморска височина, а населението му е 7748 души от преброяването през 2009 г.

## История
При археологичеки разкопки е доказано, че първите сведения за града са от времето на етруските.

## Личности
Родени
- Пиетро Перуджино (1446-1524), художник

## Побратимени градове
- Денцлинген, Германия
- Сент Сир сюр Мер, Франция